# 胡培松
胡培松（1964年5月—），浙江桐庐人，中国水稻研究所所长、研究员，中国工程院院士。

## 生平
1986年本科毕业于浙江农业大学种子专业。2002年毕业于南京农业大学。